# ふぇみん婦人民主クラブ
ふぇみん婦人民主クラブ（ふぇみんふじんみんしゅくらぶ）は、日本の女性権利団体。1946年3月16日に「婦人民主クラブ」として設立された。1970年に主流派・反主流派に分裂。主流派は「ふぇみん婦人民主クラブ」と名乗り、除名させられた反主流派は「婦人民主クラブ（再建）」と改称したのち、2006年11月に「婦人民主クラブ」と名称を回復した。本稿では前者の主流派について主に述べる。

## 概要
1945年11月初旬、GHQ女性部隊のエセル・ウィード（Ethel Weed）中尉は羽仁説子と加藤シヅエを呼び、「日本の女性はどうして戦争に協力したか」と尋ねた。ウィードは女性政策についてたびたび意見を求め、「日本の女性たちが、ひとりひとり自主的な動きをするような婦人運動、女性の民主化運動の必要性」が語られた。話し合いには松岡洋子も通訳で参加した。羽仁は宮本百合子、佐多稲子を誘い、加藤は山本杉、赤松常子、山室民子を誘った。松岡を加えた8人が呼びかけ人となり、12月10日から団体結成に向けた準備会が重ねられた。
1946年1月5日の集まりで、団体名を羽仁が提唱した「婦人民主クラブ」とするべきか、「民主婦人クラブ」にするべきか検討がなされ、宮本の主張により「婦人民主クラブ」に正式に決まった。綱領は佐多が起草した。
1946年3月16日、朝日新聞社の後援により、神田共立講堂で創立大会が開かれた。発起人は計23人で、厚木たか、櫛田ふき、関鑑子、谷野せつ、三岸節子、山本安英らが名を連ねた。この日、婦人民主クラブは200人の入会者を得た。初代委員長には松岡が就任した。同年8月、機関紙『婦人民主新聞』を創刊した。
1948年に会員4千人、機関紙7万部と飛躍的に発展し、1949年には会員5千人、52支部に達した。
1970年6月6日、7日に行われた第24回大会で、親日本共産党派の中央委員16人、支部長7人を除名し、23の支部を解散させた。いわゆる主流派である本団体は、1991年3月に自らの機関紙の題名「ふぇみん婦人民主新聞」（月3刊）にちなんで、「ふぇみん婦人民主クラブ」と名乗るようになった。佐多稲子、加藤シヅエ、羽仁説子らが中心となり、佐多が長らく会長を務めた。事務所は渋谷区神宮前3丁目31-18に置かれている。除名させられた反主流派については後述する。
近年では、竹内佐千子や宇井眞紀子、柏原登希子、村尾祐美子などが主に記事を投稿している。紙面には石川優実や雨宮処凛、大椿裕子、伊是名夏子、笛美らのインタビューが載ったことがある。
主とする事務所は東京都渋谷区に置いているが、大阪に事務所を別に有する。主な事業は「ふぇみん婦人民主新聞」の発行と「ふぇみんマルシェ」（ふぇみんのお店）というネット通販のサイトで石鹸や化粧品、お茶、コーヒーなどの環境に配慮したとする商品の販売等である。他、団体として女性の権利のための活動や平和運動や環境運動に参加したり「ふぇみんベトナムプロジェクト」と称して、ベトナムダナン市の児童福祉施設を支援する等の活動を行っている。

## 分裂後の団体
1970年6月6日、7日に行われた第24回大会で除名を受けた共産党系の反主流派は同年6月28日、「婦人民主クラブ再建連絡会」を結成した。代表には色部百合子が就いた。
1984年、「婦人民主クラブ再建連絡会」が再分裂し、「婦人民主クラブ全国協議会」が新たに結成された。婦人民主クラブ全国協議会は中核派系とされる。
1986年、婦人民主クラブ再建連絡会は「婦人民主クラブ（再建）」と改称。2007年1月より「婦人民主クラブ」を名乗って活動をしている。婦人民主クラブの事務所は渋谷区千駄ヶ谷3丁目2-8に置かれている。機関紙は『婦民新聞』。